# Muzeul Etnografic al Transilvaniei

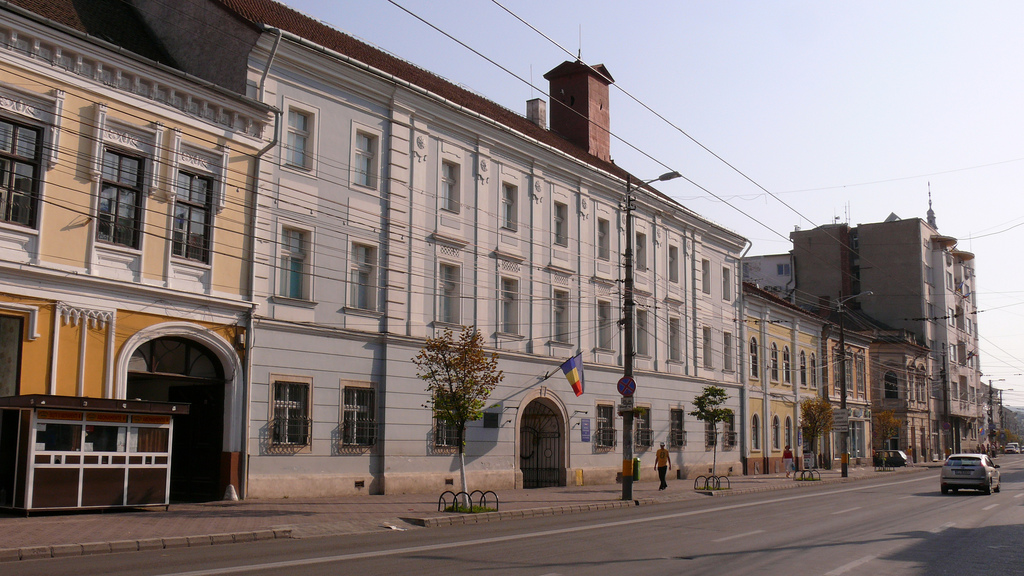
Reduta - Muzeul Etnografic al Transilvaniei
(str. Memorandumului nr. 21)

Muzeul Etnografic al Transilvaniei este un muzeu din municipiul Cluj-Napoca (str. Memorandumului nr. 21). Muzeul a fost înființat la 16 iunie 1922, fiind una dintre realizările culturale ale perioadei următoare Marii Uniri de la 1 decembrie 1918. Cu un secol de funcționare neîntreruptă, muzeul este cel mai vechi de acest gen din România și unul dintre cele mai prestigioase din Europa. 
Muzeul dispune de un patrimoniu de peste 100.000 de piese de port popular și mărturii ale diferitelor obiceiuri străvechi, reflectând ocupațiile populației transilvănene. Acestea sunt riguros organizate, oferind vizitatorilor o imagine completă a obiceiurilor din Transilvania. Patrimoniul muzeului este organizat în 8 sectii: Ceramică, Textile, Ocupații, Port, Locuință-alimentație, Obiceiuri, Secția în aer liber și Secția internațională. Există 50.000 de fotografii; 5.000 de diapozitive; 12.000 reviste de specialitate.

## Localizare
Se află pe str. Memorandumului nr. 21, în clădirea Reduta; este o construcție de la finele secolului al XVIII-lea. Clădirea Reduta a adăpostit în perioada 1848-1865 Dieta Transilvaniei. Tot aici a avut loc în 1894 procesul memorandiștilor, eveniment cu largi ecouri internaționale. În 1923 s-a desfășurat aici Congresul general al sindicatelor din România.

## Parcul Etnografic
Parcul Etnografic Romulus Vuia este primul muzeu în aer liber din România, funcționând ca secție în aer liber a Muzeului Etnografic al Transilvaniei. Este localizat în zona Hoia din Cluj-Napoca. Parcul Etnografic a luat ființă în 12 aprilie 1929, cele mai vechi exponate datând din 1678. Conține:
- 13 gospodării cu 90 de construcții caracteristice zonelor Munții Apuseni, Năsăud, Bistrița, Câmpia Transilvaniei, Maramureș, Secuimea, Zarand, Podgoria Albă, Țara Oașului, Gurghiu, Depresiunea Călățele, Bran
- 34 de instalații tehnice țărănești
- 5 case-atelier
- 3 biserici de lemn
- o poartă de cimitir.